# Die Kugelspielerin (Düsseldorf)

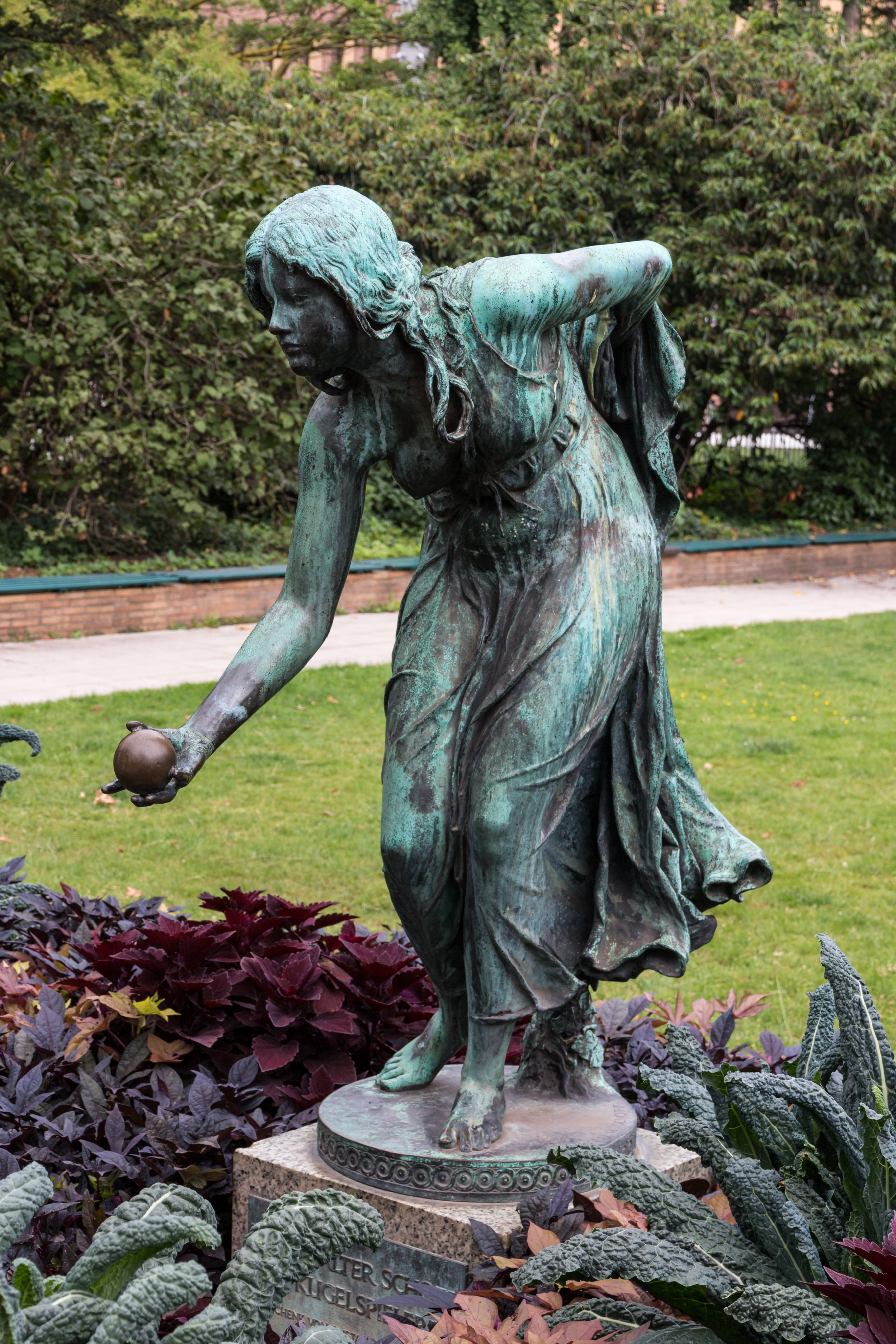
Die Kugelspielerin in Düsseldorf, 2015

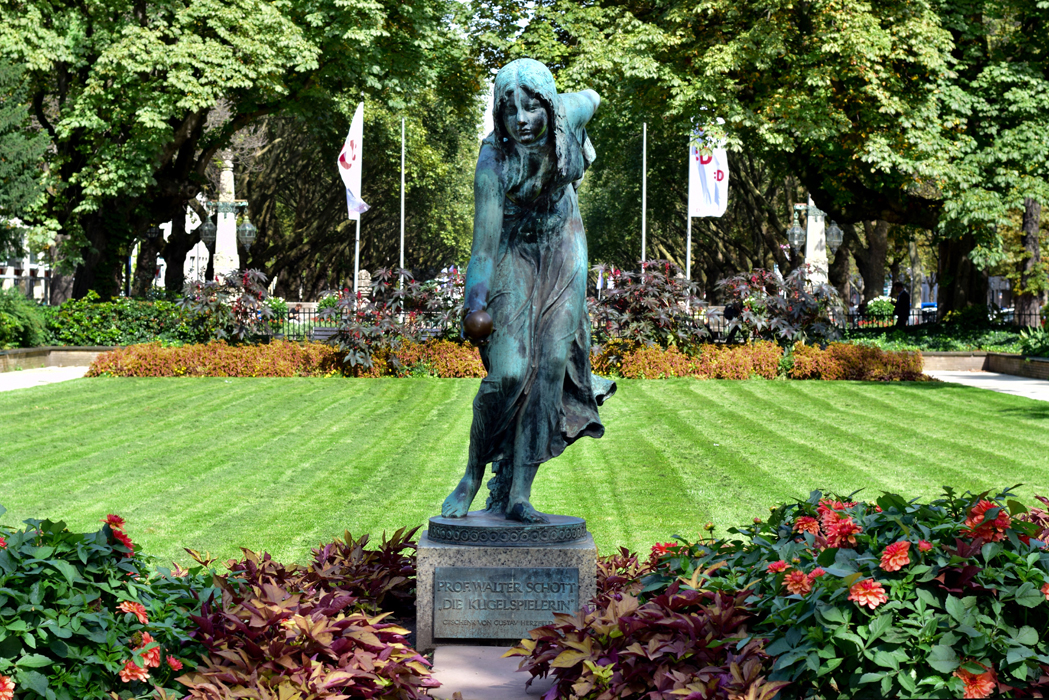
Frontalansicht

Die Kugelspielerin ist eine Skulptur des Bildhauers Walter Schott und gilt als dessen Hauptwerk. Sie entstand in den Jahren 1895 bis 1897 in Berlin. Ein lebensgroßer Bronzeguss steht im Blumengarten an der Königsallee in Düsseldorf, weitere Kunstgüsse befinden sich in Mannheim und Langen (Hessen), eine Kopie in Berlin-Köpenick. Eine Marmorfassung ist im Park von Gut Waltersdorf bei Heideblick (Landkreis Dahme-Spreewald, Brandenburg) erhalten. Daneben existieren eine Vielzahl von Statuetten der Figur, in Bronze, Chryselephantin und Meißner Porzellan.

## Beschreibung und Bedeutung
Die 1,36 Meter hohe Statue zeigt die Figur einer jungen Frau beim Wurf einer Kugel. In leicht gekrümmter Haltung, den linken Arm zum Ausbalancieren auf den Rücken genommen, wirft sie die Kugel gezielt – wie beim Boccia- oder Boule-Spiel – aus der geöffneten Hand des nach vorn gestreckten rechten Arms. Ihr Blick ist auf den ballistischen Zielpunkt des Wurfs fixiert. Die welligen Strähnen des langen Haupthaars fallen ihr auf die Schultern und unterstreichen den natürlichen und dynamischen Charakter der Figur. Die rechte Brust ist wie bei einer Amazone entblößt. Der Saum ihres armfreien, in der Taille gegürteten, leichten Kleides – eines Chitons, der wie ein zartes Negligé wirkt und die Körperformen detailliert nachzeichnet – wirbelt im Luftstrom der Bewegung. Die Figur fußt auf einer runden Plinthe, deren Seitenfläche mit einem Doppelmäander (Laufender Hund) verziert ist.
Die Darstellung rezipiert die Bildhauerei der Antike in einer Kunstauffassung, die von Neobarock, Neoklassizismus, Naturalismus und Jugendstil geprägt ist, und steht in der Tradition antiker und nachantiker Genrestatuen, die den menschlichen Körper in klassischen Posen, Bewegungen und Verrichtungen wiedergeben. Gleichzeitig traf sie das Schönheitsideal der Lebensreform des ausgehenden 19. Jahrhunderts, indem sie den weiblichen Körper, barfüßig und befreit von steifer Kleidung, in natürlicher und sportlicher Bewegung zeigt.

## Geschichte und Rezeption

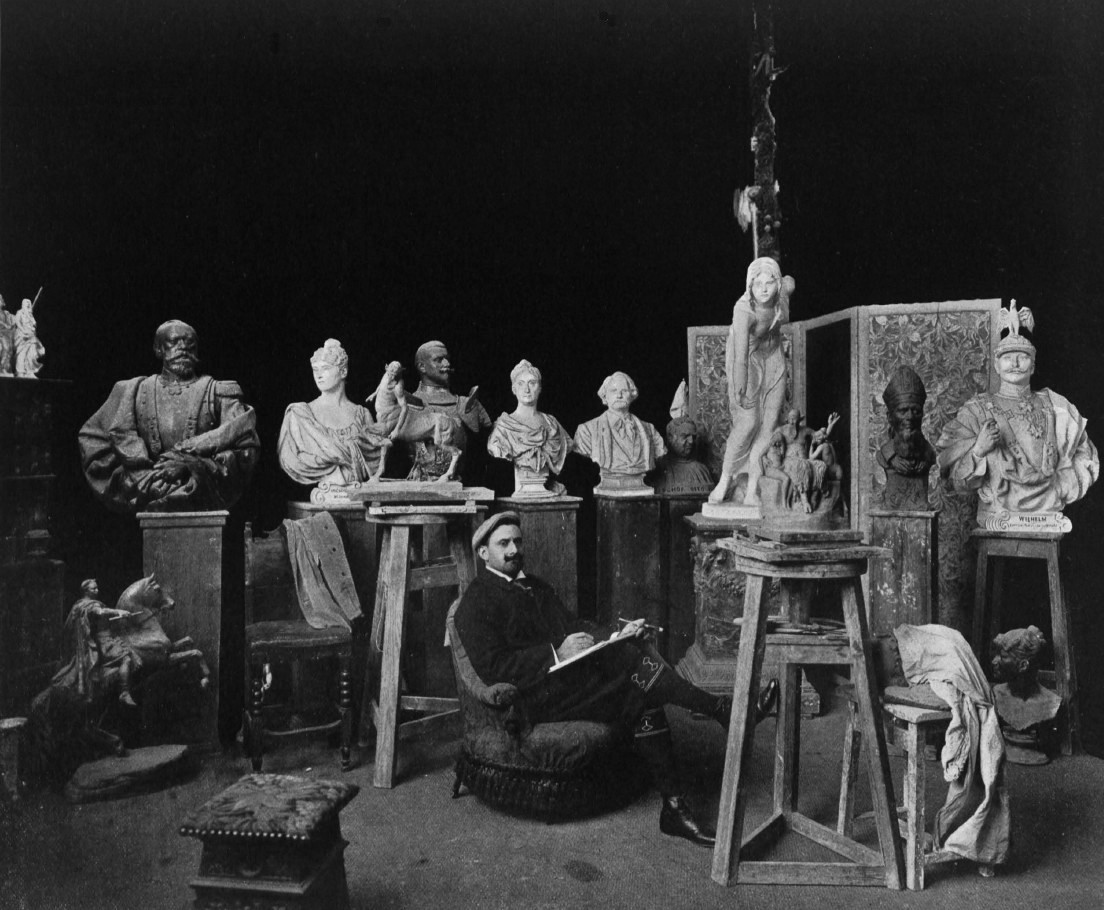
Walter Schott in seinem Atelier, rechts die Kugelspielerin, 1899

Die Figur schuf Schott, ein Vertreter der Berliner Bildhauerschule, als auftragsfreie Arbeit unter den Augen seines Künstlerfreundes Reinhold Begas, erst als Statuette nach einer Reihe von Skizzen, dann als Arbeit nach einem Modell. Die Entstehung reicht in das Jahr 1895 zurück. Inspiriert wurde er durch die Beobachtung mit Murmeln spielender Kinder in Berlin. Bildhauerisches Vorbild war die „Berliner Tänzerin“ (heute Pergamonmuseum), eine berühmte, 1874 aus Rom angekaufte antike Marmorstatue nach dem Vorbild der „tanzenden Mänade“ des griechischen Bildhauers Skopas aus der Zeit um 330 v. Chr. Schotts Figur einer Kindfrau mit „eindeutig erotischer Ausstrahlung“, einer Mischung aus Jungfrau und Femme fatale, erinnert an zeitgenössische literarische Figuren wie Ibsens Nora und Wedekinds Lulu. Sie ist kein typisches Werk des Künstlers, der im öffentlichen und staatlichen Auftrag zahlreiche Reitermonumente und Kriegerdenkmäler fertigte. Er griff mit der Figur ein Sujet auf, das in der Nachfolge von Georg Christian Freunds Kugelspieler (1857) und Adolf Hildebrands Kugelspieler (1885/1886) ein beliebtes Genremotiv der Berliner Bildhauerschule wurde. Über Schotts Kugelspielerin sagte Begas einige Jahre später, sie sei „die beste Figur, die im letzten Jahrhundert entstanden ist.“

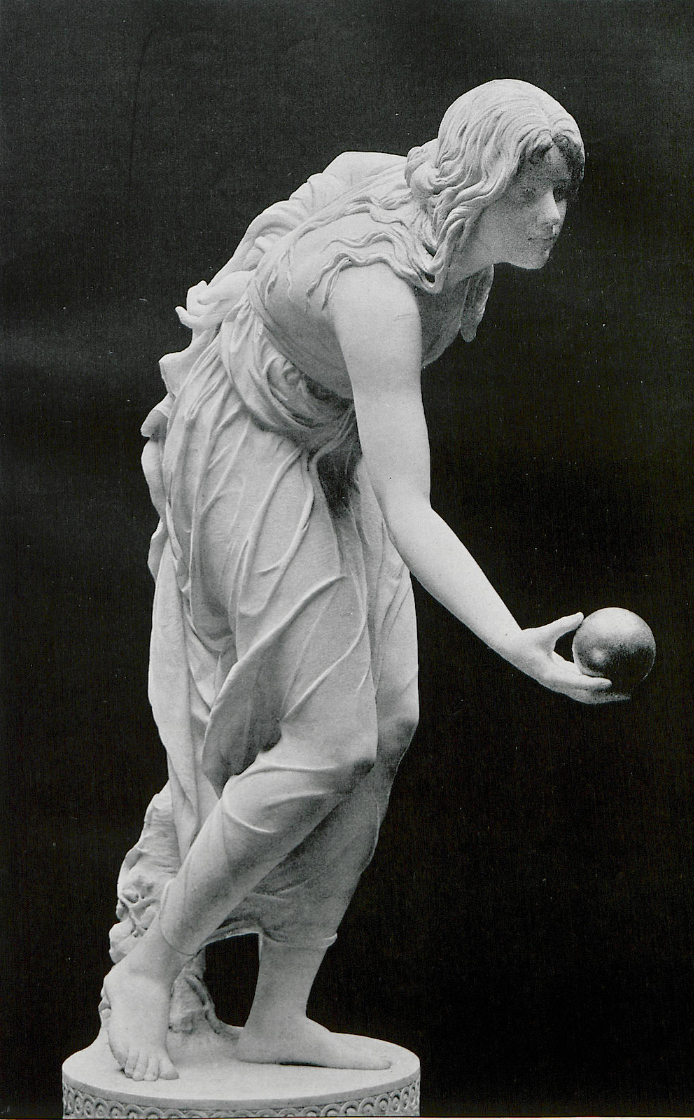
Die Kugelspielerin als Marmorskulptur auf der Münchener Jahres-Ausstellung im Königlichen Glaspalast, 1898

Das Werk traf den Geschmack des Kunstpublikums und wurde ein großer Erfolg. Sein Schöpfer wurde 1898 zum Professor ernannt. Die Figur wurde in zwei Ausführungen geschaffen – zunächst unbekleidet, dann mit einem Kleid bedeckt – und in unterschiedlichen Materialien und Formaten ausgeformt, etwa 1910 von der Königlich-Sächsischen Porzellan-Manufaktur Meissen zu deren 200-jährigen Jubiläum in Meißner Porzellan. Statuetten der unbekleideten Variante vertrieb die Berliner Firma Gebrüder Micheli in „Carrarit“ (Gussmasse zur Imitation von Carrara-Marmor) und Elfenbeinmasse. Die bekleidete Variante entwickelte sich zum Verkaufsschlager des internationalen Kunsthandels. Einen der seltenen lebensgroßen Bronzegüsse erwarb der Berliner Verleger Rudolf Mosse, ein Kunstfreund und Mäzen Schotts, für den Ehrenhof des Mosse-Palais. Einer dieser Güsse befindet sich heute vor der Mercedes-Benz-Hauptverwaltung Mannheim. Auch im Garten von Schloss Wolfsgarten in Langen (Hessen) befindet sich ein solcher Guss. Ein weiterer lebensgroßer Guss von Walter Gladenbeck (1866–1945), dessen Kunstgießerei in Friedrichshagen (Gladenbecks Bronzegießerei, 1892–1911) auch Statuetten der Figur in verschiedenen Größen goss, stand ab 1925 im Luisenhain vor dem Rathaus in Berlin-Köpenick und verschwand dort Anfang der 1950er Jahre spurlos. Als Fehler erwies sich die Angabe im Allgemeinen Lexikon der Bildenden Künstler von der Antike bis zur Gegenwart, einen Guss oder eine Marmorstatue der Kugelspielerin besäße die Alte Nationalgalerie in Berlin. Kolportiert wurde lange auch, dass ein Guss nach New York gelangte. Als Marmorskulptur blieb die Kugelspielerin in Gutspark Waltersdorf in Heideblick (Brandenburg) erhalten. Fotografien der Kugelspielerin wurden als Postkarten vermarktet. Hierzu entstanden Aufnahmen eines als Tableau vivant posierenden Modells in Schwarz-Weiß und in Farbe.

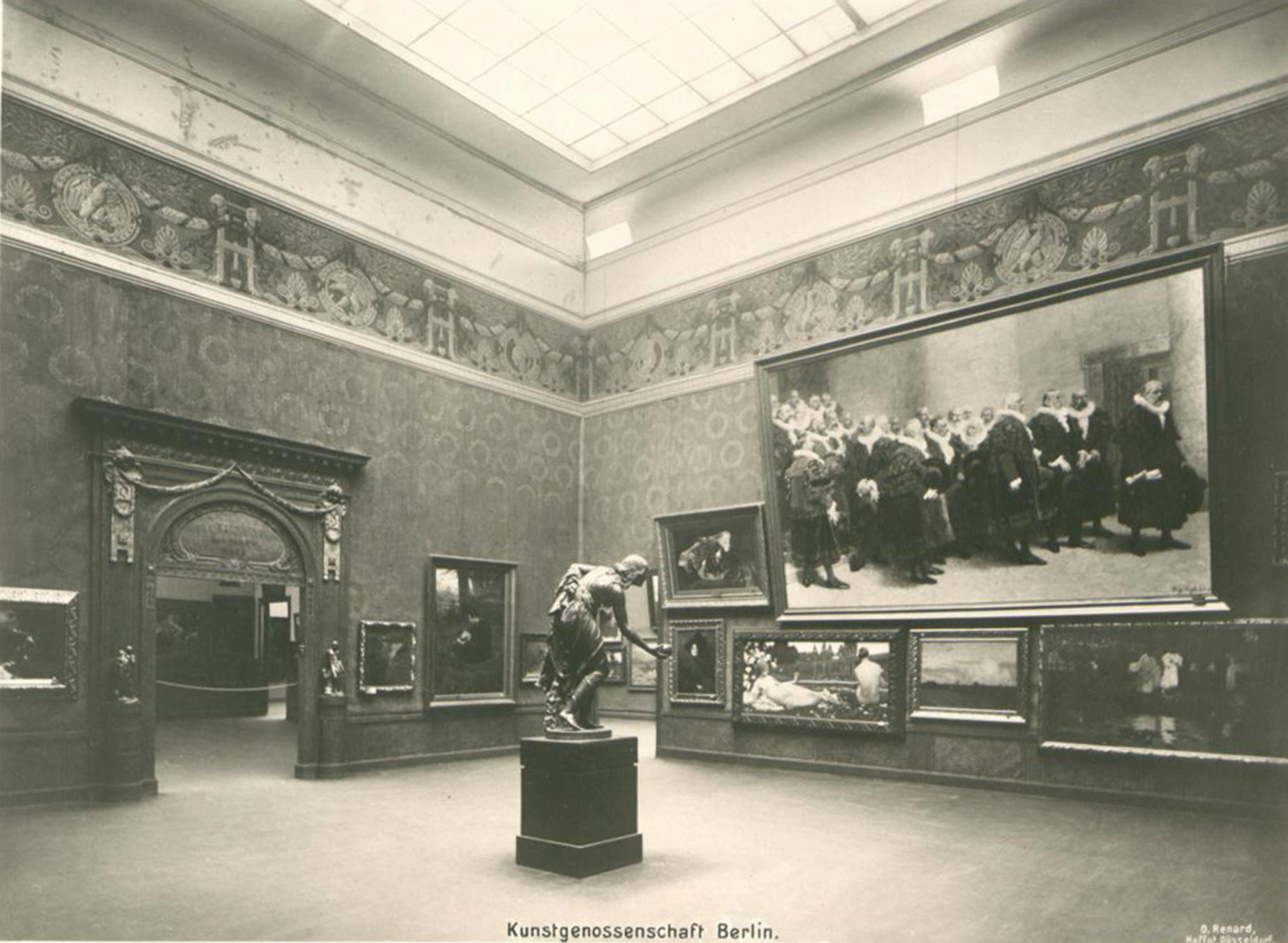
Die Kugelspielerin im Ausstellungsraum der Kunstgenossenschaft Berlin (Verein Berliner Künstler) auf der Deutsch-Nationalen Kunstausstellung im Kunstpalast Düsseldorf, 1902

Eine Gipsfassung der Kugelspielerin präsentierte Schott bereits 1896 in der Jahres-Ausstellung im Münchner Glaspalast. Als Bronzebildwerk war die Figur auf der Großen Berliner Kunstausstellung des Jahres 1897 zum ersten Mal öffentlich zu sehen, bald darauf in der Internationalen Kunst-Ausstellung Dresden 1897. 1898 stellte man eine Marmor-Version der Figur auf der Jahres-Ausstellung im Glaspalast München aus. Auf der Weltausstellung Paris 1900 prämierte man Schotts Kugelspielerin mit einer großen Goldmedaille. Auf der Deutsch-Nationalen Kunstausstellung des Jahres 1902 in Düsseldorf dominierte die Kugelspielerin den Ausstellungsraum des Vereins Berliner Künstler im Kunstpalast.

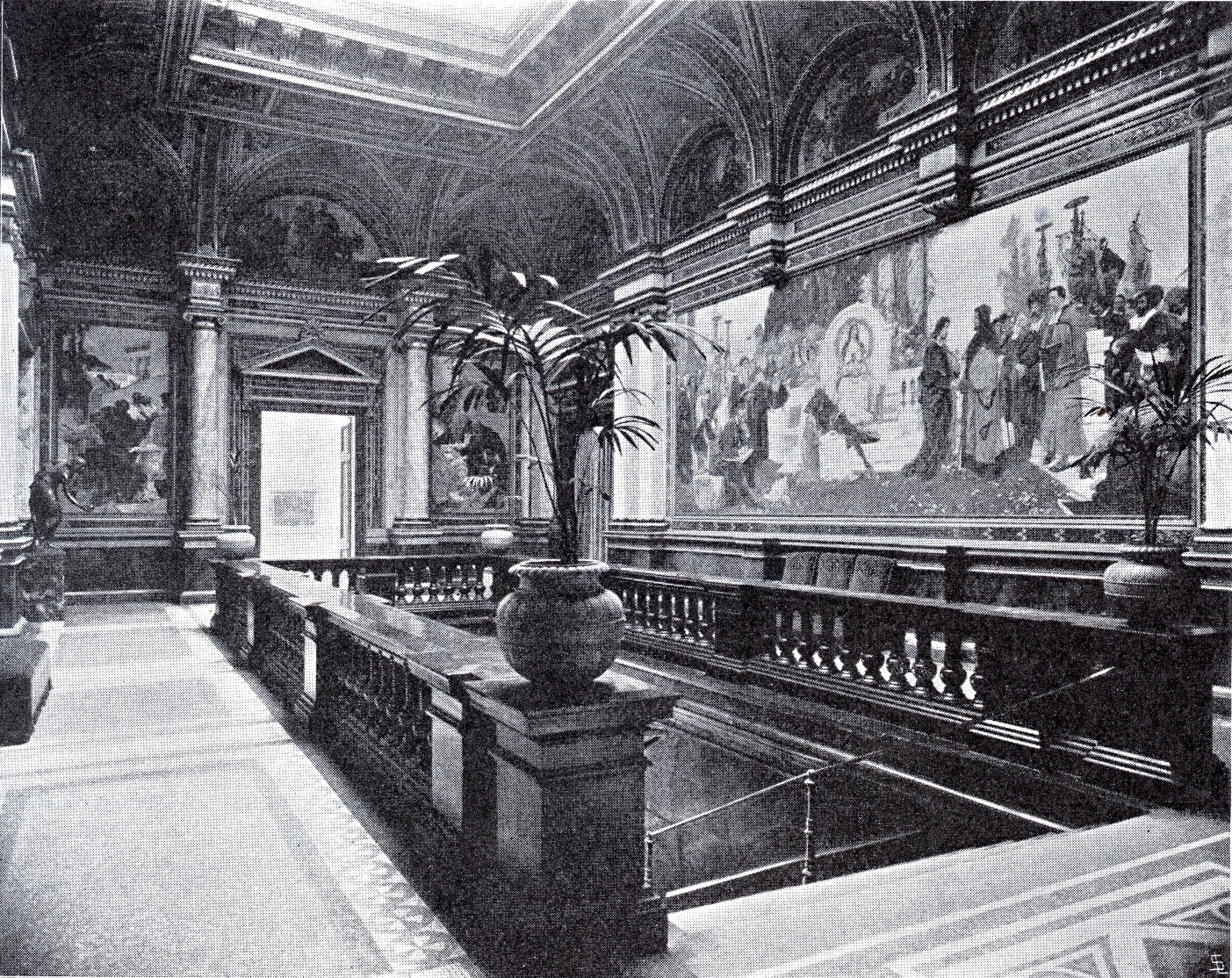
Die Kugelspielerin (links) im Treppenhaus der Kunsthalle Düsseldorf, 1904

Der Düsseldorfer Stadtverordnete und Fabrikbesitzer Gustav Herzfeld (1828–1917) erwarb den in Düsseldorf gezeigten Guss und machte ihn auf Anregung von Fritz Roeber im Jahr 1902 seiner Stadt „zur Erinnerung an die so großartig verlaufene Industrie-, Gewerbe- und Kunstausstellung Düsseldorf“ zum Geschenk. Zunächst präsentierte man die Statue im Treppenhaus der Kunsthalle. Zur Verschönerung der Königsallee wurde sie 1932 in der Achse des Stadtgrabens in einem Blumenparterre nahe der Graf-Adolf-Straße aufgestellt. In der Zeit des Nationalsozialismus, in der der Bereich in Adolf-Hitler-Platz umbenannt war, sollte die Figur von dort verschwinden, weil ihr Spender jüdischer Herkunft war. Peter Grund, dem Direktor der Kunstakademie Düsseldorf und Leiter der Landesstelle Rheinland der Reichskammer der bildenden Künste, gelang es 1935, die Beseitigung des Kunstwerks abzuwenden, indem er vorschlug, bloß die Stiftertafel zu entfernen.
1951 und 1964 wurde die Figur durch Vandalismus vom Sockel gerissen und musste instand gesetzt werden. 2018 fertigte die  Düsseldorfer Kunstgießerei Schmäke einen Abguss der Düsseldorfer Kugelspielerin, damit Anfang 2019 durch den Verein Volkspark Luisenhain Berlin-Köpenick und die Bürgerinitiative Luisenhain mit Unterstützung des Berliner Bezirks Treptow-Köpenick eine Kopie im Luisenhain Köpenick aufgestellt werden konnte.